# Coupe d'Asie des nations de football
Cet article traite de l'épreuve masculine. Pour la compétition féminine, voir Coupe d'Asie féminine de football.
Pour les articles homonymes, voir CAN.
La Coupe d'Asie des nations, est une compétition de football qui oppose les meilleures équipes nationales des pays d'Asie. Le vainqueur devient Champion d'Asie et représente communément le représentant de la Confédération asiatique (l'AFC) à la Coupe des confédérations organisée par la FIFA jusqu'en 2018.
La Coupe d'Asie des nations est organisée par la Confédération asiatique de football depuis 1956. En 2004, l'AFC décide de décaler d'un an l'organisation de la 14e édition de l'épreuve pour éviter que le principal rendez-vous du football asiatique ne soit en concurrence médiatique avec les Jeux olympiques d'été et le Championnat d'Europe de football, organisés au cours de l'année 2008. Ainsi, la Coupe d'Asie des nations, prévue en 2008 en Indonésie, Malaisie, Thaïlande et Vietnam est donc avancée d'un an en 2007, dans une année sportive plutôt pauvre en évènements sportifs mondiaux. L'épreuve continue néanmoins à se tenir tous les quatre ans mais lors des années impaires.
Le Japon, l'Arabie saoudite, l'Iran et la Corée du Sud sont les nations qui ont le plus brillé lors des quinze premières éditions de cette épreuve. La seizième édition s'est déroulée en Australie du 9 au 31 janvier 2015 et a vu le pays hôte s'imposer en finale contre la Corée du Sud (2-1 après prolongation). L'Australie, déjà championne d'Océanie, participe en effet à la Coupe d'Asie des nations depuis 2007 à la suite de son ralliement à la Confédération asiatique de football, le 1er janvier 2006.
La 17e édition de la Coupe d'Asie des nations s'est déroulée aux Émirats arabes unis du 5 janvier au 1er février 2019. C'est la première édition qui réunit 24 équipes dans sa phase finale.
À noter que trente-six équipes ont disputé au moins une fois la phase finale de la compétition.
Le Qatar est le tenant du titre tandis que le Japon est le pays plus titré dans l’histoire de la compétition avec quatre victoires.

## Histoire

La première édition de la phase finale de la Coupe d'Asie des nations a lieu en septembre 1956 à Hong Kong, alors colonie britannique. Organisée seulement deux ans après la création de l'AFC, elle voit s'affronter l'hôte du tour final Hong Kong et les vainqueurs des trois poules (de trois équipes) du tour préliminaire de la compétition : la Corée du Sud, Israël et le Sud-Vietnam (représentant le Viêt Nam). La Corée du Sud l'emporte et décroche également son second titre quatre ans plus tard à domicile.
Membre initial de l'AFC avant d'être contrainte de la quitter en 1974, Israël organise et remporte la Coupe d'Asie des nations de football 1964. La phase finale réunit seulement quatre équipes (trois équipes du tour préliminaire et l'organisateur) et les équipes ne se rencontrent qu'une fois. Ce n'est qu'au moment de la phase finale de la Coupe d'Asie des nations de football 1972 en Thaïlande que des demi-finales et qu'une finale sont disputés après un premier tour.
La fin des années 1960 et les années 1970 voit une domination sans partage de l'équipe d'Iran qui décroche trois titres en 1968, 1972 et 1976.
Les années 1980 et 1990 marquent un virage avec l'avènement des équipes du Golfe Persique. Le Koweït devient ainsi à domicile la première équipe arabe championne d'Asie lors de la Coupe d'Asie des nations de football 1980 avant que l'Arabie saoudite ne rafle trois des quatre titres suivants en 1984, 1988 et 1996.
Le Japon s'empare à son tour du leadership du continent au début des années 1990 avec trois victoires de 1992 à 2004 (en 1992, 2000 et 2004). L'édition 2004, hébergée par la Chine, est l'édition la plus suivie de l'histoire de cette compétition avec une moyenne de 32 000 spectateurs sur les 32 matches de la compétition.
L'édition 1996, disputée aux Émirats arabes unis et remportée par les Saoudiens, voit pour la première fois l'introduction de quarts de finale avant les demi-finales et la finale. En 2000, Jin Jiang, le joueur chinois a été élu meilleur gardien de la compétition. Lors de l'édition 2004 disputée en Chine, seize équipes se disputent le trophée lors de la phase finale, une première pour ce continent qui voit sur son sol l'organisation de sa première Coupe du monde (au Japon et en Corée du Sud) en 2002. Signe du changement de statut de la Coupe d'Asie des nations depuis sa première édition, quarante-trois pays étaient sur la ligne de départ pour remporter le trophée.
En 2007, la compétition se dispute pour la première fois dans quatre pays différents : l'Indonésie, la Thaïlande, la Malaisie et le Viêt Nam. Mettant aux prises seize équipes (sur 46 nations inscrites depuis le tour préliminaire), cette Coupe d'Asie des nations de football 2007 accouche d'un vainqueur inédit et très surprenant, l'Irak vainqueur de l'Arabie saoudite en finale (1-0, but de Younis Mahmoud Khalef). C'est aussi la première fois que l'Australie participe à la compétition. En effet, à la suite de nombreuses non-qualifications en Coupe du monde dues au fait que le vainqueur des tours qualificatifs de la Confédération du football d'Océanie doit généralement effectuer un match de barrage contre une sélection asiatique ou sud-américaine, la fédération australienne est autorisée à rejoindre la Confédération asiatique de football en 2006.
En 2011, le Japon remporte sa quatrième Coupe d'Asie en devenant la première équipes à remporter quatre fois la compétition en s'imposant face à l'Australie qui atteint la finale dès sa deuxième participation au tournoi. La troisième participation sera la bonne pour l'Australie qui remporte, quatre ans plus tard, la compétition qu'elle organise sur son territoire, en battant la Corée du Sud 2-1 a.p.
En 2019, à la surprise générale, le Qatar s'impose pour la première fois après avoir encaissé un unique but durant la compétition, lors de la finale remportée 3-1 face au Japon.

## Palmarès

### Bilan par édition
| Édition | Année | Vainqueur           | Score       | Finaliste           | Troisième (ou demi-finaliste depuis 2019) |
| ------- | ----- | ------------------- | ----------- | ------------------- | ----------------------------------------- |
| 1re     | 1956  | Corée du Sud (1)    | TTR         | Israël              | Hong Kong                                 |
| 2e      | 1960  | Corée du Sud (2)    | TTR         | Israël              | Taipei chinois                            |
| 3e      | 1964  | Israël (1)          | TTR         | Inde                | Corée du Sud                              |
| 4e      | 1968  | Iran (1)            | TTR         | Birmanie            | Israël                                    |
| 5e      | 1972  | Iran (2)            | 2 - 1 (ap)  | Corée du Sud        | Thaïlande                                 |
| 6e      | 1976  | Iran (3)            | 1 - 0       | Koweït              | Chine                                     |
| 7e      | 1980  | Koweït (1)          | 3 - 0       | Corée du Sud        | Iran                                      |
| 8e      | 1984  | Arabie saoudite (1) | 2 - 0       | Chine               | Koweït                                    |
| 9e      | 1988  | Arabie saoudite (2) | 0 - 0 (4-3) | Corée du Sud        | Iran                                      |
| 10e     | 1992  | Japon (1)           | 1 - 0       | Arabie saoudite     | Chine                                     |
| 11e     | 1996  | Arabie saoudite (3) | 0 - 0 (4-2) | Émirats arabes unis | Iran                                      |
| 12e     | 2000  | Japon (2)           | 1 - 0       | Arabie saoudite     | Mongolie                                  |
| 13e     | 2004  | Japon (3)           | 3 - 1       | Chine               | Iran                                      |
| 14e     | 2007  | Irak (1)            | 1 - 0       | Arabie saoudite     | Corée du Sud                              |
| 15e     | 2011  | Japon (4)           | 1 - 0 (ap)  | Australie           | Corée du Sud                              |
| 16e     | 2015  | Australie (1)       | 2 - 1 (ap)  | Corée du Sud        | Émirats arabes unis                       |
| 17e     | 2019  | Qatar (1)           | 3 - 1       | Japon               | Iran Émirats arabes unis                  |
| 18e     | 2023  | Qatar (2)           | 3 - 1       | Jordanie            | Corée du Sud Iran                         |
| 19e     | 2027  |                     | -           |                     |                                           |

### Bilan par nation
Le tableau suivant présente le bilan par nation ayant atteint au moins une fois le dernier carré.
| Rang | Équipe              | Vainqueur | Finaliste | Troisième (ou demi-finaliste depuis 2019) | Édition(s) gagnée(s)   | Participations |
| ---- | ------------------- | --------- | --------- | ----------------------------------------- | ---------------------- | -------------- |
| 1    | Japon               | 4         | 1         | -                                         | 1992, 2000, 2004, 2011 | 10             |
| 2    | Arabie saoudite     | 3         | 3         | -                                         | 1984, 1988, 1996       | 11             |
| 3    | Iran                | 3         | -         | 6                                         | 1968, 1972, 1976       | 15             |
| 4    | Corée du Sud        | 2         | 4         | 5                                         | 1956, 1960             | 15             |
| 5    | Qatar               | 2         | -         | -                                         | 2019, 2023             | 11             |
| 6    | Israël              | 1         | 2         | 1                                         | 1964                   | 4              |
| 7    | Koweït              | 1         | 1         | 1                                         | 1980                   | 10             |
| 8    | Australie           | 1         | 1         | -                                         | 2015                   | 5              |
| 8    | Irak                | 1         | -         | -                                         | 2007                   | 10             |
| 10   | Chine               | -         | 2         | 2                                         | -                      | 13             |
| 11   | Émirats arabes unis | -         | 1         | 2                                         | -                      | 11             |
| 12   | Birmanie            | -         | 1         | -                                         | -                      | 1              |
| 12   | Inde                | -         | 1         | -                                         | -                      | 5              |
| 12   | Jordanie            | -         | 1         | -                                         | -                      | 5              |
| 15   | Hong Kong           | -         | -         | 1                                         | -                      | 4              |
| 15   | Taipei chinois      | -         | -         | 1                                         | -                      | 2              |
| 15   | Thaïlande           | -         | -         | 1                                         |                        |                |

## Palmarès individuels
| Année | Sélectionneur           | Vainqueur avec  |
| ----- | ----------------------- | --------------- |
| 1956  | Lee Yoo-hyung           | Corée du Sud    |
| 1960  | Wui Hye-deok            | Corée du Sud    |
| 1964  | Yosef Mirmovich         | Israël          |
| 1968  | Mahmoud Bayati          | Iran            |
| 1972  | Mohammad Ranjbar        | Iran            |
| 1976  | Heshmat Mohajerani      | Iran            |
| 1980  | Carlos Alberto Parreira | Koweït          |
| 1984  | Khalil Al-Zayani        | Arabie saoudite |
| 1988  | Carlos Alberto Parreira | Arabie saoudite |
| 1992  | Hans Ooft               | Japon           |
| 1996  | Nelo Vingada            | Arabie saoudite |
| 2000  | Philippe Troussier      | Japon           |
| 2004  | Zico                    | Japon           |
| 2007  | Jorvan Vieira           | Irak            |
| 2011  | Alberto Zaccheroni      | Japon           |
| 2015  | Ange Postecoglou        | Australie       |
| 2019  | Félix Sánchez Bas       | Qatar           |
| 2023  | Tintín Márquez          | Qatar           |

| Année | Joueur            |
| ----- | ----------------- |
| 1984  | Jia Xiuquan       |
| 1988  | Kim Joo-Sung      |
| 1992  | Kazuyoshi Miura   |
| 1996  | Khodadad Azizi    |
| 2000  | Hiroshi Nanami    |
| 2004  | Shunsuke Nakamura |
| 2007  | Younis Mahmoud    |
| 2011  | Keisuke Honda     |
| 2015  | Massimo Luongo    |
| 2019  | Maya Yoshida      |
| 2023  | Akram Afif        |

| Année | Joueur                                             | Buts |
| ----- | -------------------------------------------------- | ---- |
| 1956  | Nahum Stelmach                                     | 4    |
| 1960  | Cho Yoon-ok                                        | 4    |
| 1964  | Mordechai Spiegler Inder Singh                     | 2    |
| 1968  | Homayoun Behzadi Giora Spiegel Moshe Romano        | 4    |
| 1972  | Hossein Kalani                                     | 5    |
| 1976  | Nasser Nouraei Gholam Hossein Mazloumi Fathi Kamel | 3    |
| 1980  | Behtash Fariba Choi Soon-Ho                        | 7    |
| 1984  | Nasser Mohammadkhani Shahrokh Bayani               | 3    |
| 1988  | Lee Tae-ho                                         | 3    |
| 1992  | Fahad Al-Bishi                                     | 3    |
| 1996  | Ali Daei                                           | 8    |
| 2000  | Lee Dong-gook                                      | 6    |
| 2004  | A'ala Hubail Ali Karimi                            | 5    |
| 2007  | Younis Mahmoud Yasser Al-Qahtani Naohiro Takahara  | 4    |
| 2011  | Koo Ja-cheol                                       | 5    |
| 2015  | Ali Mabkhout                                       | 5    |
| 2019  | Almoez Ali                                         | 9    |
| 2023  | Akram Afif                                         | 8    |

## Records et statistiques

### Meilleurs buteurs de tous les temps
| Buts marqués | Joueurs |
| ------------ | --- |
| 14 buts      | Ali Daei (8 en 1996, 3 en 2000, 3 en 2004) |
| 11 buts      | Almoez Ali (9 en 2019, 2 en 2023) |
| 10 buts      | Lee Dong-gook (6 en 2000, 4 en 2004) |
| 9 buts       | Akram Afif (1 en 2019, 8 en 2023) Naohiro Takahara (5 en 2000, 4 en 2007) Ali Mabkhout (5 en 2015, 4 en 2019) |
| 8 buts       | Jassem Al-Houwaidi (6 en 1996, 2 en 2000) Younis Mahmoud (1 en 2004, 4 en 2007, 1 en 2011, 2 en 2015) |
| 7 buts       | Behtash Fariba (7 en 1980) Choi Soon-ho (7 en 1980) Hossein Kalani (2 en 1968, 5 en 1972) Faisal Al-Dakhil (1 en 1976, 5 en 1980, 1 en 1984) |
| 6 buts       | Akinori Nishizawa (6 en 2000: 6) Yasser Al-Qahtani (2 en 2004, 4 en 2007) Ahmed Khalil (4 en 2015: 4, 2 en 2019) Sardar Azmoun (2 en 2015, 4 en 2019) Alexander Geynrikh (2 en 2004, 1 en 2007, 3 en 2011) Tim Cahill (1 en 2007, 2 en 2011, 3 en 2015)                                                  |
| 5 buts       | A'ala Hubail (5 en 2004) Ali Karimi (5 en 2004) Koo Ja-cheol (5 en 2011) Nahum Stelmach (4 en 1956, 1 en 1960) Woo Sang-kwon (2 en 1956, 2 en 1960) Ali Jabbari (1 en 1968, 4 en 1972) Hwang Sun-hong (2 en 1988, 3 en 1996) Shao Jiayi (3 en 2004, 2 en 2007) Ismaeel Abdullatif (1 en 2007, 4 en 2011) |

### Nombre d'apparitions
| Joueur           | Apparitions | Année                  |
| ---------------- | ----------- | ---------------------- |
| Lee Young-pyo    | 4           | 2000, 2004, 2007, 2011 |
| Mehdi Mahdavikia | 4           | 1996, 2000, 2004, 2007 |
| Li Ming          | 4           | 1992, 1996, 2000, 2004 |
| Adnan Al-Talyani | 4           | 1984, 1988, 1992, 1996 |

### Scores
- Plus grand nombre de buts marqués par une équipe : Iran 8–0 Yémen du Sud en 1976.
- Plus grand nombre de buts marqués par les deux équipes : Japon 8–1 Ouzbékistan en 2000.
- Plus grand nombre de buts marqués par un joueur en un match : 4 buts :  Ali Daei (Iran, 1996),  Ismaeel Abdullatif (Bahreïn, 2011),  Hamza Al-Dardour (Jordanie, 2015),  Almoez Ali (Qatar, 2019).